# Waltner Károly
Waltner Károly (Budapest/Lovrin, 1894. július 20. – Szeged, 1981. augusztus 18.) magyar gyermekgyógyász, egyetemi tanár, gyermekklinikai igazgató. Az orvostudományok kandidátusa (1952).

## Életpályája
Temesváron végezte el a középiskolát. 1912–1920 között a budapesti egyetemen tanult. Orvostanhallgatóként részt vett az első világháborúban (1914–1918), ahol román fogságba esett a tiszti fogolytáborból, ahol az élete elviselhető volt, átkérte magát a legénységi táborba, hogy többet segíthessen. 18000 fogolyból 12000 halt meg fertőző betegségekben és mind az öt orvostanhallgató elődje meghalt. Az ott szerzett súlyos betegség következményeit egész életében viselte.
Először a Fehér Kereszt Gyermekkórházban helyezkedett el. 1922-től a pécsi, 1924-től a szegedi Gyermekklinikán tanársegéd, majd adjunktus volt. 1925–1926 között 14 hónapot Baltimore-ban töltött a Johns Hopkins Egyetemen Rockefeller-ösztöndíjjal. 1927-től a Szegedi Gyermekgyógyászati Klinika munkatársa lett. 1928-ban egyetemi magántanár (habilitált) lett.
1933-ban címzetes egyetemi tanárrá választották. 1935–1937 között a gyulai Gyermekvédő Intézet igazgatója volt. 1937–1947 között a budapesti Állami Gyermekvédő Intézet igazgazó-főorvosa volt.
1947-ben tért vissza Szegedre. 1947–1960 között a szegedi gyermekklinika igazgatójaként dolgozott.
1952-ben kandidátusi fokozatot szerzett.
1960-ban nyugdíjba vonult.

### Munkássága
Tudományos munkássága a csecsemők és a gyermekek táplálkozásának vizsgálatára irányult. Kiemelkedőek az angolkórral és a nyomelem-kutatással kapcsolatos eredményei. Rádióelőadásaival (Anyák ötperce) jelentős szerepet játszott az egészségügyi felvilágosításban.

## Családja
Szülei Waltner Péter és Glasz Erzsébet voltak. 1928. április 26-án, Szegeden házasságot kötött Mogán Klára (1900–1987) gyermekorvossal.
A szegedi Belvárosi temetőben nyugszik.

## Művei
- A csecsemő helyes táplálása és gondozása (Bielek Tiborral, Budapest, 1943–1944)
- A rheumás láz (Czoniczer Gáborral, Budapest, 1958)

## Díjai
- A Magyar Köztársasági Érdemrend kiskeresztje (1947)[6]
- Kiváló Orvos (MNM) (1952)[7]
- Szocialista Munkáért Érdemérem (1955)[8]
- Schöpf-Mérei Ágost-emlékérem (1979)[7]

## Emlékezete
- 1981-ben emlékérmet neveztek el róla (Waltner Károly-emlékérem), amelyet Tóth Sándor (1933–2019) éremművész készített.[9]
- 1994-ben – születésének 100. évfordulóján – az Állami Egészségügyi Gyermekotthon felvette Waltner Károly nevét (Dr. Waltner Károly Egészségügyi Gyermekotthon).[10]